# Абдуллах ибн Усман
Абдуллах ибн Усман (араб. عبد الله ابن عثمان‎ Abd Allāh ibn ʿUthmān; 620, Аксумское царство — декабрь 625, Медина) — сын третьего Праведного халифа Усмана Усман ибн Аффан (годы правления  644–656) и Рукайи бинт Мухаммад. Родившийся в Абиссинии, Абдаллах был первым внуком исламского пророка Мухаммеда.

## Биография
К 615 году дочь исламского пророка Мухаммеда Рукайя бинт Мухаммад вышла замуж за видного мусульманина Усмана. Она сопровождала его в первом переселении в Абиссинию, где у нее случился выкидыш. В 616 году они вернулись в Абиссинию, и там в 619 году Рукайя родила сына Абдуллаха.
В 619 году его родители, Усман и Рукайя, были среди тех, кто вернулся в Мекку. В 622 году Усман эмигрировал в Медину в 622 году, а Рукайя последовала за ним позже.
Мухаммед спросил Усаму: «Видел ли ты когда-нибудь более красивую пару, чем эти двое?», и тот согласился, что не видел.
Мусаб аль-Зубайри передал, что когда Усман мигрировал в Абиссинию, его сопровождала его жена Рукайя бинт Мухаммад. Ребёнок по имени Абдаллах родился на земле Абиссинии во 2 году по хиджре.
В марте 624 года его мать Рукайя, заболела. Усман был освобожден от своих военных обязанностей, чтобы ухаживать за ней. Она умерла позже в том же месяце, в тот день, когда Зейд ибн Хариса вернулся в Медину с известием о победе в битве при Бадре. Когда его дед Мухаммед вернулся в Медину после битвы, семья отправилась скорбеть на её могилу.
В ноябре 625 года (Джумада аль-Сани 4 год хиджры) Абдаллах умер после того, как петух укусил его за глаз в возрасте пяти лет. Мухаммед возглавил его погребальные молитвы. Абдаллах умер в Медине. Он был единственным ребенком Рукайи.